# 1947 au Manitoba
Chronologie du Manitoba
- 1943
- 1944
- 1945
- 1946
- 1947
- 1948
- 1949
- 1950
- 1951

Cette page concerne des événements d'actualité qui se sont produits durant l'année 1947 dans la province canadienne du Manitoba.

## Politique
- Premier ministre : Stuart Garson
- Chef de l'Opposition :
- Lieutenant-gouverneur : Roland Fairbairn McWilliams
- Législature :

## Naissances

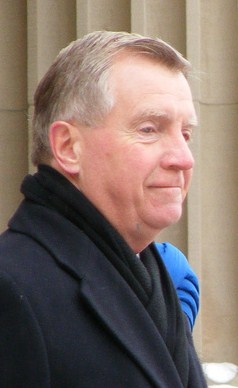
Laurie Hawn

- 11 mai : Laurie D. Hawn, C.D. (né le 11 mai 1947 à Winnipeg) est un homme politique canadien ; il est actuellement député à la Chambre des communes du Canada, représentant la circonscription albertaine de Edmonton-Centre depuis l'élection de 2006 sous la bannière du Parti conservateur du Canada.

- Juin : Maurice Paquin est un chanteur-compositeur franco-manitobain, né à Dauphin.

- 27 juin : Peter Rowe, né à Winnipeg est un réalisateur, scénariste, producteur et monteur canadien né à Winnipeg (Canada).

- 31 décembre : Burton Cummings, né à Winnipeg, est un auteur-compositeur-interprète, et musicien.